# Helga Becker
Helga Becker (* vor 1960 als Helga Vogt) ist eine deutsche Sängerin christlicher Musik vom Choral bis hin zum Neuen Geistlichen Lied in der Stimmlage Mezzosopran.

## Werdegang
Als heranwachsende Sängerin im Wetzlarer Mädchenchor (SSA) von Chorleiterin und Musikproduzentin Margret Birkenfeld entdeckt, trat Helga Becker zunächst noch unter ihrem Geburtsnamen Helga Vogt als Chorsolistin auf – ebenso im späteren Wetzlarer Jugendchor (SATB). Gemeinsam mit ihren Mitchoristen, Schwestern Annette (1. Sopran) und Bettina Kriese (2. Sopran), bildete Becker (untere Stimme/Alt) ab 1975 außerdem mehrere Jahre lang das Mädchenterzett des Wetzlarer Jugendchors. Auch im Wetzlarer Studiochor, Margret Birkenfelds Auswahl-Ensemble, anspruchsvoller, meist solistischer Besetzung durch erfolgreiche christliche Sänger(innen), sang Helga Becker seit 1982 regelmäßig. Rahmen unterschiedlichster Konzept-Produktionen zusammenstellte, sang Helga Becker ab 1982 regelmäßig mit. Als Solistin trat sie hier z. B. beim Gitarrenchor-Album Singt und spielt (1982) oder beim Konzept-Album um Evangeliumslieder Welch ein Freund ist unser Jesus (1987) auf. Im selben Jahr wählte Musikproduzent Jochen Rieger Becker als Solistin höherer Stimme neben dem damals christlichen Pop-Sternchen schlechthin Cae Gauntt für Alt. Es folgten weitere Veröffentlichungen mit dem von Jochen Rieger geführten Schulte & Gerth Studiochor und im Verlauf der 1990er Jahre mit dem von Wilfried Mann sowie nach dessen Tod 2001 von Gilbrecht Schäl dirigierten Jubilate-Chor, mit dem sie bis heute deutschlandweit Konzerte gibt.

## Diskografie (Auswahl)
Solo-Mitwirkung
- Singt und spielt (S+G – 1982)
- Wach auf, mein Herz, und singe (S+G – 1984)
- Viele Wege (in-takt – 1986)
- Welch ein Freund ist unser Jesus (S+G – 1987)
- Psalm 23 (in-takt – 1987)
- Siehe, ich verkündige euch große Freude (S+G – 1988)
- Morgen, Kinder, wird’s was geben (Kitty – 1994)
- Gelobt sei Gott im höchsten Thron (S+G – 1994)
- Gott wird dich tragen (Gerth Medien – 2006)
- Herr, wir bitten, komm und segne uns (Gerth Medien – 2009)
- Von Gott geliebt (Gerth Medien – 2012)
- Zeit ist Gnade (Gerth Medien – 2014)

Chor-Solistin im Wetzlarer Mädchen- bzw. Jugendchor
- Nun lasst uns stille werden (Single, Frohe Botschaft im Lied – 1974)
- Wir wollen uns von Herzen lieben (Single, Frohe Botschaft im Lied – 1975)
- Hell strahlt die Sonne (Frohe Botschaft im Lied – 1977)
- Sing ein Lied - freu dich mit (hsw – 1979)
- Du hast dich uns zugewandt (S+G – 1980)
- Es ist spät geworden (S+G – 1982)
- Geborgen (S+G – 1984)